# Vasile Cautiș
Vasile Cautiș (n. 1948) este un fost senator român în legislatura 2000-2004 ales în județul Bacău pe listele partidului PSD. Vasile Cautiș a fost validat ca senator pe data de 31 mai 2004 când l-a înlocuit pe senatorul Octavian Opriș. În cadrul activității sale parlamentare, Vasile Cautiș a fost membru în comisia pentru apărare, ordine publică și siguranță națională (din sep. 2004), în comisia pentru învățământ, știință, tineret și sport (din sep. 2004) și în comisia pentru muncă, familie și protecție socială (până în sep. 2004).   